# Merikarvia
Merikarvia (Sastmola trong tiếng Thụy Điển) là một đô thị của Phần Lan.
Vị trí ở tỉnh của Tây Phần Lan thuộc vùng Satakunta. Đô thị này có dân số 3.656 người (năm 2003) và diện tích 444,40 km² trong đó có 4,12 km² là diện tích mặt nước. Mật độ dân số là 8.2 người trên mỗi km².
Dân đô thị này chỉ sử dụng tiếng Phần Lan